# Апеляційний суд Київської області
Апеляційний суд Київської області — колишній загальний суд апеляційної (другої) інстанції, розташований у місті Києві, юрисдикція якого поширювалася на Київську область (до цього суду надходили справи, розглянуті по першій інстанції місцевими судами, розташованими у Київській області, а не в місті Києві — див. Апеляційний суд міста Києва).
Суд здійснював правосуддя до початку роботи Київського апеляційного суду, що відбулося 3 жовтня 2018 року.

## Керівництво
Голова суду — Данілов Олексій Миколайович
 Заступник голови суду — Ігнатюк Олег Володимирович
 Заступник голови суду — Яворський Микола Анатолійович
 Керівник апарату — Літвінова Оксана Іванівна.

## Показники діяльності у 2015 році
У 2015 році перебувало на розгляді 10781 справ і матеріалів (у тому числі 930 нерозглянутих на початок періоду). Розглянуто 9686 справ і матеріалів.
Кількість скасованих судових рішень — 548 (6 %).
Середня кількість розглянутих справ на одного суддю — 195 (цивільні); 108 (кримінальні).